# Apollonas (Naxos)
Apollonas (griechisch Απόλλωνας (m. sg.)) ist ein Dorf auf der griechischen Kykladen-Insel Naxos. Apollonas ist auf der Straße 54 Minuten  etwas 35 Kilometer von der Stadt Naxos, dem Hauptort der Insel, entfernt. 

## Tourismus

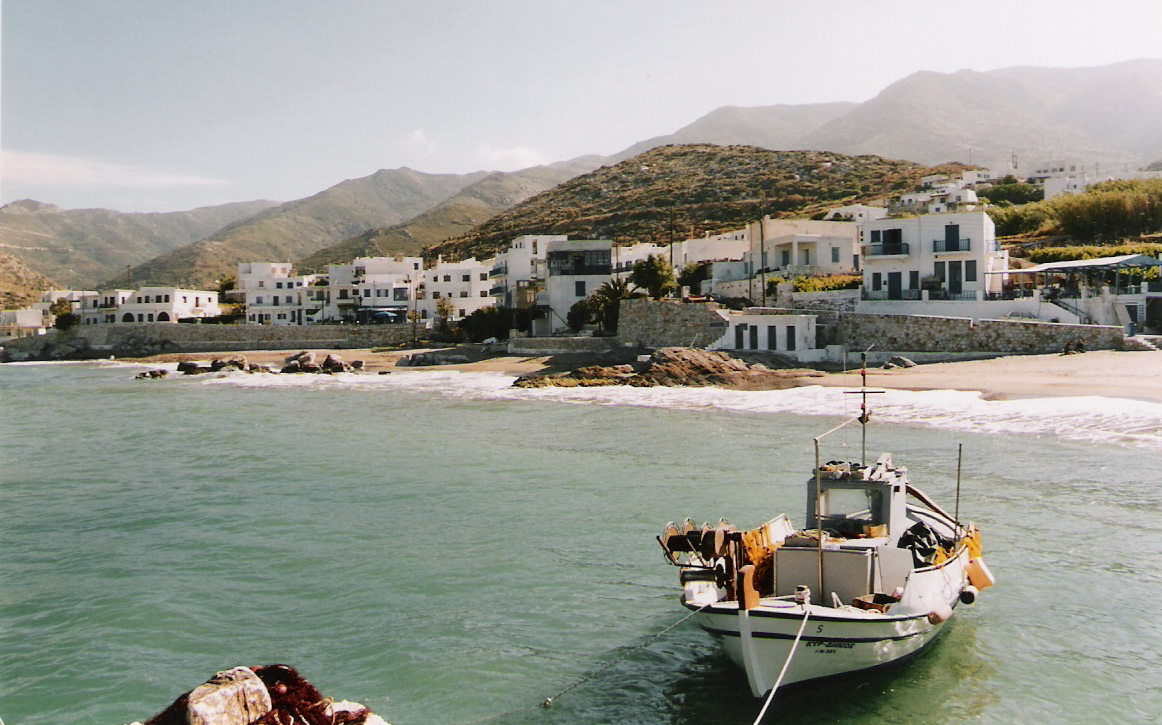
Apollonas (2004)

Seit den 1980er Jahren hat sich Apollonas zu einem Touristenort entwickelt. Apollonas ist der einzige touristische Ort auf Naxos, der an der Nordküste liegt. Der Ort bietet mehrere Hotels, Zimmervermietungen und etwa zehn Tavernen für Touristen an. Im Ort selbst befindet sich ein etwa 100 Meter langer Sandstrand. Der Ort Apollonas wird im Sommer mehrmals täglich von Bussen angefahren und hat etwas mehr als einhundert Einwohner.

## Kouros von Apollonas

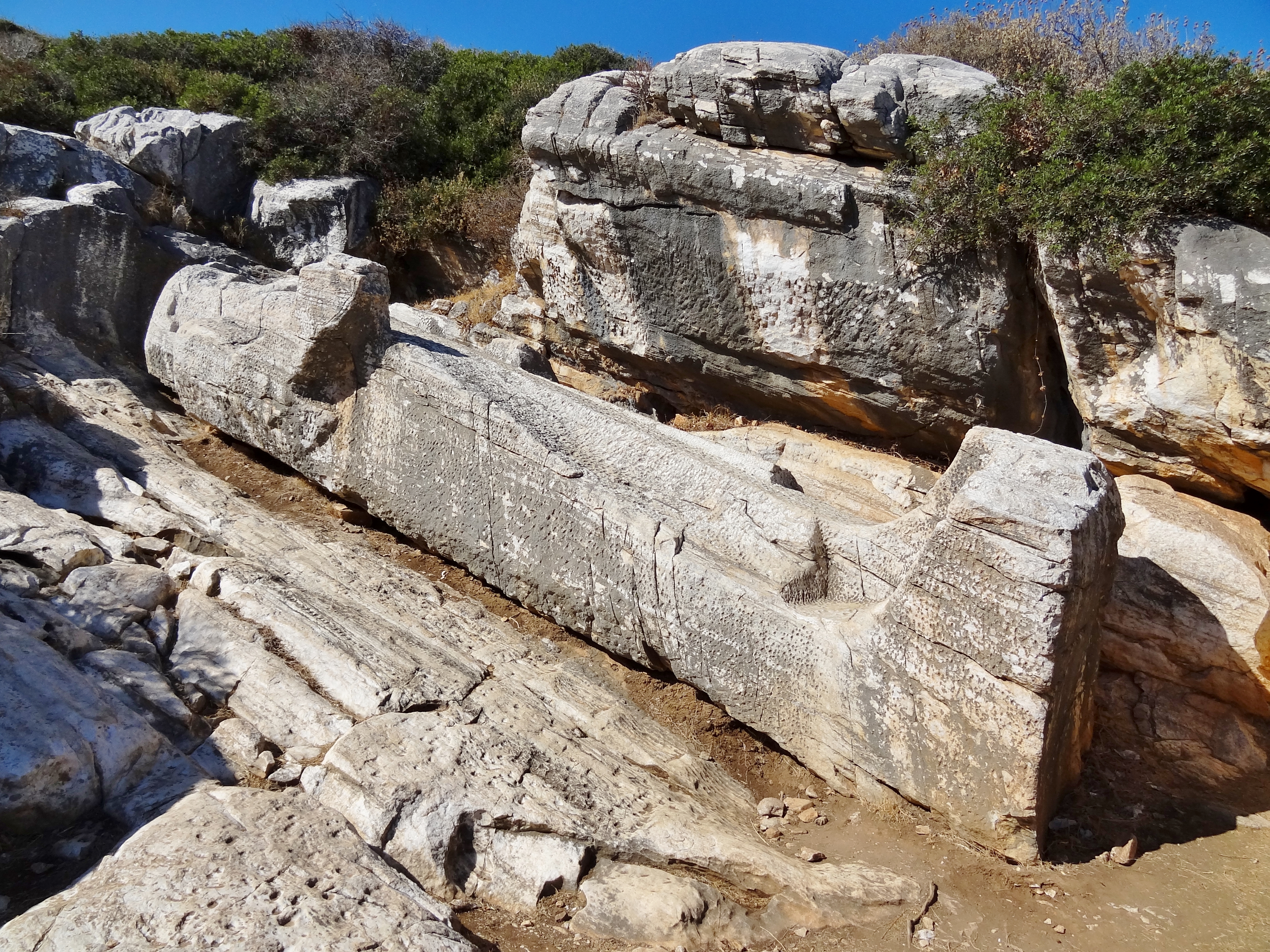
Der Kouros von Apollonas

Bekannt ist der Ort vor allem durch den Kouros von Apollonas, eine unfertige archaische Figur aus dem 7. oder 6. Jahrhundert v. Chr. Diese überlebensgroße, 10,7 Meter hohe Figur befindet sich westlich des Ortes in einem der bedeutendsten antiken Marmorsteinbrüche der Insel, der auch einer der ältesten Steinbrüche Griechenlands ist. Ein zweiter unterlebensgroßer Kouros aus dem Steinbruch von Apollonas wurde von Ludwig Ross im Jahre 1834 in das Museum von Naxos transportiert, wo er auf der Terrasse ausgestellt ist. Im Steinbruch von Apollonas können ferner Steinbearbeitungsspuren der griechischen Antike betrachtet werden.
Auf Naxos gibt es zusätzlich zu dem Kouros von Apollonas zwei weitere Kouroi bei Melanes, den Kouros von Flerio in einem Bauerngarten und einen zweiten Kouros von Flerio in der Nähe des ersten in einem Steinbruch.